# Zeche Tonne
Die Zeche Tonne ist ein ehemaliges Steinkohlenbergwerk in Hattingen-Bredenscheid-Niederstüter. Das Bergwerk war eine Kleinzeche, Besitzer dieser Kleinzeche war zunächst die Bergbau GmbH.

## Geschichte
Am 20. Juli des Jahres 1951 wurde das Bergwerk in Betrieb genommen. Der Abbau der Kohle erfolgte zunächst im Stollenbau. Im ersten Jahr wurden mit 14 Bergleuten insgesamt 230 Tonnen Steinkohle gefördert. Am 31. August des darauffolgenden Jahres übernahm die Gewerkschaft Tonne das Bergwerk. Am gleichen Tag wurde das Bergwerk stillgelegt. Später übernahm die Gewerkschaft Petrus Segen das Bergwerk. Im Mai des Jahres 1956 wurde das Bergwerk, im Steinbruch Klüser, wieder in Betrieb genommen. Im selben Jahr wurde ein Schacht geteuft. Der Schacht wurde südlich der Bundesstraße 51 angesetzt. Im darauffolgenden Jahr war das Bergwerk in Betrieb, es wurden mit elf Beschäftigten 356 Tonnen Steinkohle gefördert. Im Jahr 1958 wurden zunächst noch Kohlen abgebaut, es wurden 14 Tonnen Steinkohle gefördert. Noch im selben Jahr wurde die Zeche Tonne stillgelegt.